# Rynkatorpa challengeri
Rynkatorpa challengeri is een zeekomkommer uit de familie Synaptidae.
De wetenschappelijke naam van de soort werd in 1886 gepubliceerd door Johan Hjalmar Théel.